# Монегрільйо
Монегрільйо (ісп. Monegrillo) — муніципалітет в Іспанії, у складі автономної спільноти Арагон, у провінції Сарагоса. Населення — 479 осіб (2010).
Муніципалітет розташований на відстані близько 310 км на північний схід від Мадрида, 38 км на схід від Сарагоси.

## Демографія
Динаміка населення (INE ):